# Ульянов, Иван Федосеевич
Ива́н Федосе́евич Улья́нов (8 ноября 1907, село Козловка, Пензенская губерния — 11 мая 1968, Новосибирск) — советский офицер-пехотинец, участник Великой Отечественной войны, Герой Советского Союза (10.04.1945). Полковник (1944).

## Биография
Родился в крестьянской семье. Окончил 7 классов.
Работал председателем Комитета взаимопомощи. В рядах Рабоче-крестьянской Красной армии с сентября 1929 года. Окончил курсы младших лейтенантов. Служил в одном из укрепрайонов на Дальнем Востоке. В 1939 году вступил в ВКП(б).
Участник Великой Отечественной войны с июля 1942 года. В 1942-1943 годах воевал командиром батальона в 248-й отдельной курсантской стрелковой бригаде на Воронежском фронте. Отличился при освобождении Курска в феврале 1943 года. В марте 1943 года был тяжело ранен (второе ранение, впервые был легко ранен ещё в августе 1942 года), после выздоровления направлен на учёбу. 
В 1943 году окончил курсы «Выстрел». С лета 1943 года был заместителем командира, а с февраля 1944 года до Победы командовал 385-м стрелковым полком. Полк считался лучшим в дивизии, был награждён двумя орденами и получил почётное наименование. Шестнадцати воинам полка было присвоено звание Героя Советского Союза.
Командир 385-го стрелкового полка 112-й стрелковой дивизии (13-я армия, 1-й Украинский фронт) полковник Ульянов проявил выдающийся героизм и талант командира в ходе Висло-Одерской стратегической наступательной операции. Имея приказ стремительным броском выйти к Одеру, полк Ульянова быстро продвигался на запад, обходя крупные узлы обороны и нарушая коммуникации врага. Однако с обеих флангов соседние полки отстали. В этих условиях полковник Ульянов принял решение продолжать наступление и форсировать Одер, пока враг не сумел организовать оборону по западному берегу реки. Полк был окружён врагом, но командир организовал круговую оборону и отразил все атаки.
Когда стемнело, советские войска прорвали кольцо окружения. Используя показания пленных и трофейные карты, Иван Федосеевич приказал двигаться через густой лесной массив, где немцы не могли организовать преследование. Совершил менее чем за двое суток 120-километровый марш, 26 января 1945 года форсировал Одер в районе населённого пункта Домбзен (ныне Domaszków, гмина Волув, Волувский повят, Нижнесилезское воеводство, Польша). Советским войскам удалось захватить плацдарм на западном берегу реки. Там полк закрепился и трое суток в полном окружении отражал атаки врага до подхода главных сил армии. Успешные действия полка Ивана Ульянова дали возможность форсировать Одер другими частями армии.
Указом Президиума Верховного Совета СССР от 10 апреля 1945 года за образцовое выполнение боевых заданий командования на фронте борьбы с германским фашизмом и проявленные при этом отвагу и геройство года полковнику Ульянову было присвоено звание Героя Советского Союза.
Отважно воевал до самого окончания войны. Отличился в Нижне-Силезской, Берлинской и Пражской операциях 1945 года.
После Победы продолжал командовать полком до марта 1946 года. В 1947 году окончил годичные Курсы усовершенствования офицерского состава при Военной академии имени М. В. Фрунзе. Служил в частях Сибирского военного округа. С 1953 года по 1954 год командовал 40-м дисциплинарным батальоном Сибирского военного округа в городе Новосибирске.
В 1965 году уволен в запас в звании полковника. Жил в Новосибирске.
Похоронен на Заельцовском кладбище Новосибирска.

## Награды

Бюст на Аллее Героев в Спасске

- Медаль «Золотая Звезда» Героя Советского Союза № 6100 (10.04.1945);
- два ордена Ленина (10.04.1945, 26.10.1955);
- четыре ордена Красного Знамени (21.10.1943, 28.07.1944, 28.01.1945, 17.05.1951);
- орден Суворова III степени (2.09.1944);
- орден Отечественной войны II степени (17.02.1943);
- два ордена Красной Звезды (10.03.1943, 3.11.1944);
- другие награды.

## Увековечение памяти
Бюст Ивана Ульянова установлен на Аллее Героев в парке города Спасска Пензенской области.